# Isabel Franco Carmona
Isabel Franco Carmona, née le 27 novembre 1985, est une femme politique espagnole membre de Podemos.
Elle est élue députée de la circonscription de Huelva lors des élections générales de décembre 2015.

## Biographie

### Formation et profession
Elle fait ses études supérieures à l'université de Séville où elle obtient d'abord un diplôme en relations au travail, en 2010, puis une licence en sciences du travail deux ans plus tard. En 2013, elle décroche un master en études avancées du travail et de l'emploi à l'université complutense de Madrid. Elle retourne à Séville pour suivre un cursus d'experte universitaire en évaluation des politiques publiques en 2015.
Après avoir été serveuse entre 2003 et 2012, elle devient assesseur auprès du syndicat andalou des travailleurs. De 2013 à 2014, elle travaille comme apprentie auxiliaire administrative. En 2014, elle devient formatrice auprès des personnes au chômage.

### Activités politiques
Elle participe à l'élaboration des différents programmes électoraux du parti lors des élections espagnoles de 2015. Elle est élue conseillère citoyenne nationale lors de la première assemblée citoyenne de Podemos.
Investie tête de liste du parti dans la circonscription de Huelva en vue des élections générales de décembre 2015,, elle est élue au Congrès des députés après avoir obtenu le soutien de 39 435 électeurs et 15,22 % des suffrages exprimés. Siégeant à la commission du Règlement, elle est porte-parole adjointe de la commission de l'Emploi et de la Sécurité sociale et secrétaire de la commission des Pétitions. Elle conserve son siège au palais des Cortes après la tenue du scrutin anticipé de juin 2016 et devient porte-parole adjointe de la commission de l'Économie, de l'Industrie et de la Compétitivité et est promue porte-parole titulaire à la commission de l'Emploi et de la Sécurité sociale.